# Animator czasu wolnego
Animator czasu wolnego / animator społeczno-kulturalny – stanowisko pracy w instytucjach kultury, instytucjach opieki społecznej, szpitalach, hotelarstwie, która określa pracownika, zajmującego się organizacją czasu wolnego ludzi, przebywających w ośrodkach kultury, turystycznych, opieki dziennej, domach dziecka itp. Jest to także nazwa kierunku studiów (Uniwersytet Śląski w Katowicach/Wydział Etnologii i Nauk o Edukacji w Cieszynie)
Podstawowa funkcja animacji czasu wolnego to zapewnienie odbiorcom rozrywek podczas ich pobytu w danym miejscu, edukację do kultury. Najczęściej przybiera to postać zorganizowanego programu animacyjnego, w którym znaleźć można zajęcia sportowe, plastyczne, teatralne, muzyczne i specjalne animacje dla dzieci.
Inną ważną niezmiernie funkcją animatora jest praca z mniejszościami społecznymi, narodowościowymi, kulturowymi pomagająca w procesie integracji z nowym środowiskiem życia (imigracja) oraz edukacją kulturową.
Najczęściej spotykane formy pracy animatora czasu wolnego:
- Kids Entertainer – animator zajmujący się grami i zabawami dla dzieci i młodzieży (najczęściej od 3 do 16 lat),
- Sport Entertainer – animator organizujący, sędziujący i koordynujący rozrywki sportowe turystów,
- Show Entertainer – animator zajmujący się wieczornymi występami (np. karaoke, skecze, wybory miss hotelu itp.),
- All-Round Entertainer – animator pełniący wszystkie powyższe role jednocześnie – wszechstronny[1].